# Adolf Wilhelm Hayn
Adolph Wilhelm Hayn (* 24. Dezember 1801 in Berlin; † 9. August 1866 in Berlin-Schöneberg) war ein deutscher Unternehmer, der in Berlin und Potsdam Druckereien und einen Verlag betrieb sowie Lokalzeitungen herausgab.

## Leben
Er war der Sohn von Gottfried Hayn, der dreißigjährig 1793 aus dem preußischen Militärdienst ausschied und das von Friedrich II. erteilte Privileg der Veltheimschen Druckerei in Berlin erwarb, und von dessen Ehefrau.
Adolph Wilhelm wurde in Berlin geboren. Als Zwölfjähriger erlebte er, dass sein Vater 1813 die Ausschreibung einer Felddruckerei gewann und mit drei Gehilfen, vier Knechten und zwölf Pferden in die Befreiungskriege gegen Napoleon zog, wo Gottfried Hayn auch die von Kriegsrat Heun redigierte Feldzeitung druckte; seine Mutter leitete während der Abwesenheit ihres Ehemannes die Berliner Druckerei mit sechs Pressen und angeschlossener Buchhandlung.
1826 starb der Vater, und Adolph Wilhelm Hayn übernahm als Fünfundzwanzigjähriger das Berliner Unternehmen, das fortan und bis zu seinem Tod als A. W. Hayn firmierte. Er heiratete und hatte mit seiner Ehefrau die Tochter Wilhelmine (1828–1911) und den Sohn Carl (1830–1895).
Ab 1834 war Hayn auch Berliner Stadtverordneter. Diese Tätigkeit war damals in Berlin ehrenamtlich und wurde unentgeltlich betrieben.
1842 errichtete Hayn in der Potsdamer Schockstraße 7 eine Zweigniederlassung, die später zum Hauptsitz des Betriebes wurde. 
Hayn betrieb nicht nur Druckerei und Buchhandlung weiter, sondern wurde auch Verleger. Schließlich betätigte er sich auch als Herausgeber: 1847 pachtete er für 37 000 Taler jährlich das hauptsächlich aus Anzeigen bestehende Berliner Intelligenz-Blatt, das nach Aufhebung des Konzessionszwanges 1850 in seinen Besitz überging. Dessen Erfolg veranlasste ihn, 1850 das Potsdamer Intelligenz-Blatt zu gründen, mit dem Hayn sich in der Folge gegen konkurrierende Blätter durchsetzen konnte.
Hayn war befreundet mit Louis Schneider (1805–1879), der als Schauspieler, Schriftsteller und späterer Vorleser des Königs – erst bei Friedrich Wilhelm IV. (1795–1861), dann bei dessen Bruder und Nachfolger Wilhelm I. (1797–1888) – Bekanntheit erlangte. Folgerichtig erschienen denn auch Schneiders Bücher im Verlag von A. W. Hayn.
Schneider protegierte seinerseits den damals bekannten Dichter und Tunnel-Freund Christian Friedrich Scherenberg (1798‒1881). Als es 1850 um die Herausgabe von Scherenbergs neuester Dichtung im Verlag A. W. Hayn ging, durfte sich auch Theodor Fontane (1819–1898) mit seinen Preußenliedern Männer und Helden einem diesbezüglichen Besuch bei Hayn in dessen Schöneberger Sommerwohnung anschließen. Fontane hat diese Begegnung mit dem Verleger später in seiner Scherenberg-Biographie humorvoll beschrieben. Seinen Zweck erreichte Fontane dort ebenso wie Scherenberg. Allerdings wurde Scherenberg vom Verleger Hayn wohl wesentlich höher geschätzt als der damals noch unbekannte dreißigjährige Fontane.
Hayns Geschäftstätigkeit entwickelte sich vor allem dank seiner starken Unternehmerpersönlichkeit und vielfältiger Kontakte sehr erfolgreich. Er erledigte sowohl private Druckaufträge als auch solche kommunaler Behörden und des preußischen Staates, hatte daneben ein breites Verlagsprogramm – zum Teil mit sehr hohen Auflagen – und gab eigene Publikationen heraus.
Nach Hayns Tod im Jahre 1866 wurde sein Sohn Carl Unternehmensnachfolger; die Firma trug fortan den Namen  A. W. Hayn’s Erben.

## Ehrungen
1855 erhielt Hayn den Titel Kommerzienrat und wurde zum Hofbuchdrucker ernannt.